# A21 (België)
De A21 is een van de noordelijkste snelwegen van België. Ze verbindt Antwerpen met de Kempen via Turnhout om via de grensovergang verder te lopen tot Eindhoven. De autosnelweg werd geopend in 1973. De snelweg is vooral belangrijk als ontsluiting van de Kempen en voor het vrachtverkeer tussen Antwerpen (haven) en het Duitse Ruhrgebied. De A21 is 48 km lang en heeft acht op- en afritten. De Europese weg E34 loopt voor een deel op het traject van de A21.

## Slecht onderhouden weg
De A21 staat bekend als een van de slechtst onderhouden snelwegen in Vlaanderen. Deze weg heeft bijna overal nog het originele betonnen wegdek van bij de aanleg in 1972-1973. Regelmatig zijn er herstellingswerken op deze weg. In mei 2006 zijn er herstellingswerken geweest bij Beerse en Lille, in oktober 2007 bij Vorselaar, in april 2009 bij Oud-Turnhout en Retie, in mei 2012 tussen Lille en afslag Turnhout-west en in juni 2015 tussen Retie en de parking in Postel. Bij al deze herstellingswerken zijn er gaten en scheuren in het beton opgevuld met asfalt en betonplaten of delen ervan vervangen. Enkel tussen Oelegem en de aansluiting op de E313 in Ranst ligt er van in het begin een wegdek in asfalt. In 2009 kreeg dit deel een nieuwe toplaag. De weg ligt er redelijk tot zeer erg slecht bij tussen Zoersel en de Nederlandse grens. De verlichting tussen Retie en parking Postel, die op alle Belgische autosnelwegen door het Belgische bedrijf Schréder werd geplaatst, was regelmatig defect en een grote hoeveelheid van de betonnen lichtpalen op de A21-E34 hadden betonrot. Dat probleem is nu verholpen in het kader van de opfrissing van de A21.
In 2012 is de E34 (A21/R2/A11) als slechtste snelweg uitgeroepen van Vlaanderen, volgens Commissie Mobiliteit van het Vlaams Parlement.
Ondertussen in 2020 is de gehele snelweg vernieuwd tot op de fundering toe en heeft het beton plaatsgemaakt voor asfalt.

## Oorspronkelijk ontwerp
De A21 zou oorspronkelijk niet alleen aansluiten op de E313 (knooppunt Ranst), maar was voorzien op een doortrekking van de R2, grote ring rond Antwerpen. De verlengde R2 vanaf Antwerpen zou vanaf het knooppunt Beveren op de linkerScheldeoever door lopen langs Haasdonk (E17), de Schelde oversteken en na Kruibeke dan kruisen met de A12 (bij Aartselaar) en de E19 (bij Kontich) en zo verder richting Ranst waar de R2 zou overgaan in de E34. Ook nu zijn er hier duidelijk de sporen van te zien. Er liggen verschillende grote ongebruikte zandlichamen en er zijn ook twee nutteloze bruggen. Eén daarvan gaat over het nooit gegraven kanaal van Zandvliet naar Oelegem, de andere over de nooit aangelegde arm van de A13/E313 richting R2. Het kanaal zal er nooit meer komen en ook een zuidelijke sluiting van de R2 zal zo goed als zeker nooit worden afgemaakt.
Onder het knooppunt van Ranst liggen ook twee autotunnels die nooit in gebruik zijn genomen.

## Onderhoud
De A21 staat bij de Vlaamse Overheid gepland voor groot onderhoud de komende jaren, voorlopig worden wel de noodzakelijke herstellingen beperkt tot wat nodig is om de weg berijdbaar te houden. Dat wil zeggen dat er in de nabije toekomst betonscheuren en gaten slechts sporadisch vervangen gaan worden. AWV heeft in september 2009 de laatste hand aan een studie met voorontwerp en budgettaire raming over een grondige aanpak van het wegvak Zoersel-Turnhout gedaan. Het zou gaan om een volledige vernieuwing van het wegdek in doorgaand gewapend beton, nieuwe vangrails, opfrissing van de bewegwijzering en aanpak van de op- en afritten. Na de afwerking van deze studie is het enkel nog wachten op de budgetten. Het is gespeculeerd dat deze weg volledig vernieuwd zal zijn voor 2019.

## Vernieuwingen
- De bewegwijzering is in het najaar van 2010 vervangen door nieuwe borden. De blauwe borden die bij de afritten hangen en de witte worden met het afritnummer erop zijn niet vervangen.
- In 2011 zijn de op- en afritten van Beerse opnieuw geasfalteerd.
- In 2011 zijn alle witte lijnen tussen Antwerpen en de Nederlandse grens opnieuw getrokken.
- Verlichtingspalen zijn in april 2012 vervangen op de op- en afritten van Oelegem en Zoersel.
- Op het terrein van het voormalig douanekantoor Postel (alleen richting Nederland) is er een nieuwe parking zonder faciliteiten in 2013.
- De verlichting tussen de twee rijstroken in de middenberm tussen Retie en de grens is in 2014 weggehaald en bij de afritten zijn de verlichtingspalen vervangen.

De verlichtingspalen (600 verlichtingspalen) op de A21 zouden in 2011 vernieuwd worden van Ranst tot aan de Nederlandse grens met behulp van zogenaamde kreukelpalen. Deze zijn in 2012 nog niet vervangen.

## Parking Postel
Parking Postel was de laatste jaren een officieuze op- en afrit. Deze parking was vroeger een douanepost en heeft sinds de afschaffing van de grenscontrole een parkingfunctie. Via een bestemmingsweg voor hulpdiensten kon je via de parking naar Postel en Reusel rijden. Deze bestemmingsweg voor hulpdiensten werd steeds meer gebruikt als sluiproute. Dat komt onder meer doordat de provinciale weg N284 tussen Reusel en Hapert steeds voller wordt met het verkeer. De Vlaamse overheid heeft deze sluipwegen afgesloten in 2012, tot grote ontevredenheid van zijn gebruikers uit Mol, Balen, Reusel. Het nieuwe toegangscomplex van Hapert heeft de situatie grotendeels opgelost wat de Nederlandse kant betreft maar, anno 2015 is in België nog altijd geen oplossing te bekennen.
Van februari tot oktober 2023 werd deze parking opnieuw in gebruik genomen als wegomlegging voor verkeer tussen Reusel en Arendonk wegens een grondige renovatie van brug 5 op Voorheide (N139) over het kanaal Dessel-Turnhout-Schoten.

## Geluidsoverlast
Op vierentwintig plaatsen langs de A21 is in 2008 door het Provinciaal Instituut voor Hygiëne (PIH) geluidsoverlast vastgesteld, waarvan vier plaatsen ernstige geluidsoverlast. Dat blijkt uit metingen in zeven Kempense gemeenten. In Vosselaar, Retie, Ranst, Turnhout, Oud-Turnhout, Lille en Zandhoven klagen veel inwoners over geluidsoverlast, vooral veroorzaakt door het verouderde betonnen wegdek op de A21.
In Lille is de kritische grens voor lawaai van 65 decibel overschreden. In Lille werd een waarde van 69,6 decibel gemeten. Dat is na de 69,8 decibel van Ranst het tweede meeste. Een belangrijke oorzaak van de geluidsoverlast is het oude betonnen wegdek dat bestaat uit afzonderlijke platen met dwarsgroeven. Een nieuw wegdek kan in combinatie met andere geluidswerende maatregelen het aantal geproduceerde decibels laten dalen. Er wordt ook nagegaan of er middelen kunnen vrijgemaakt worden voor geluidswerende schermen.

## Fotogalerij

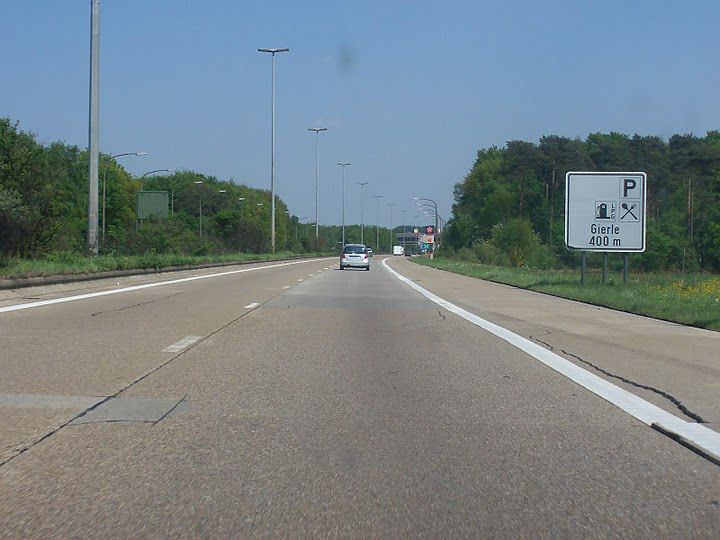
De E34/A21 bij parking Gierle
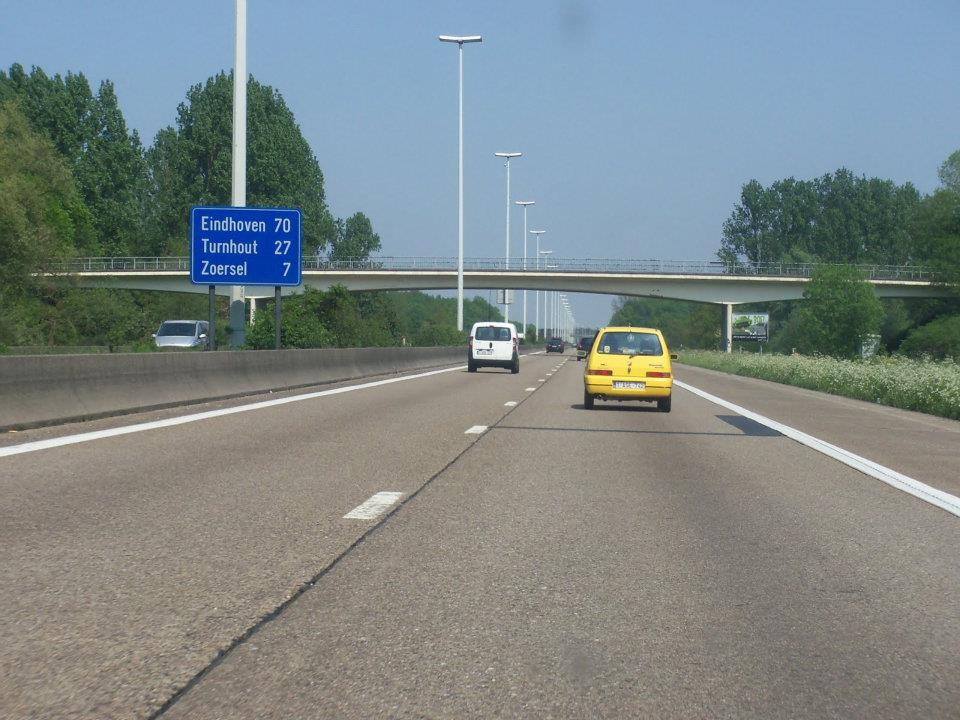
Richting Eindhoven bij Zoersel
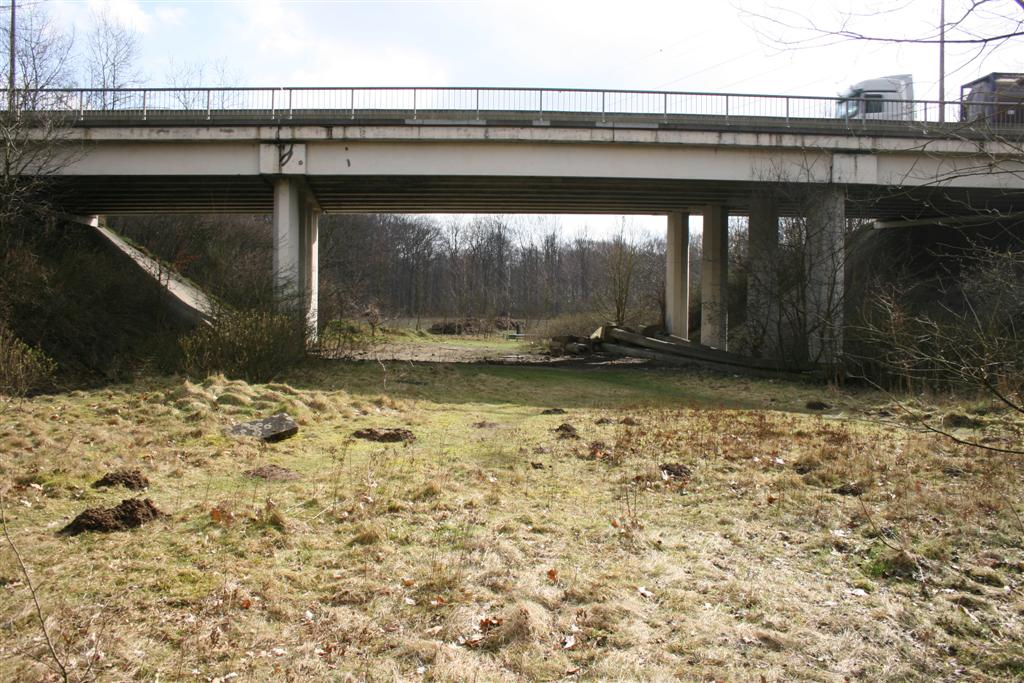
Zandlichamen bij knooppunt Ranst, onder het viaduct van de E313. Nooit afgemaakt.
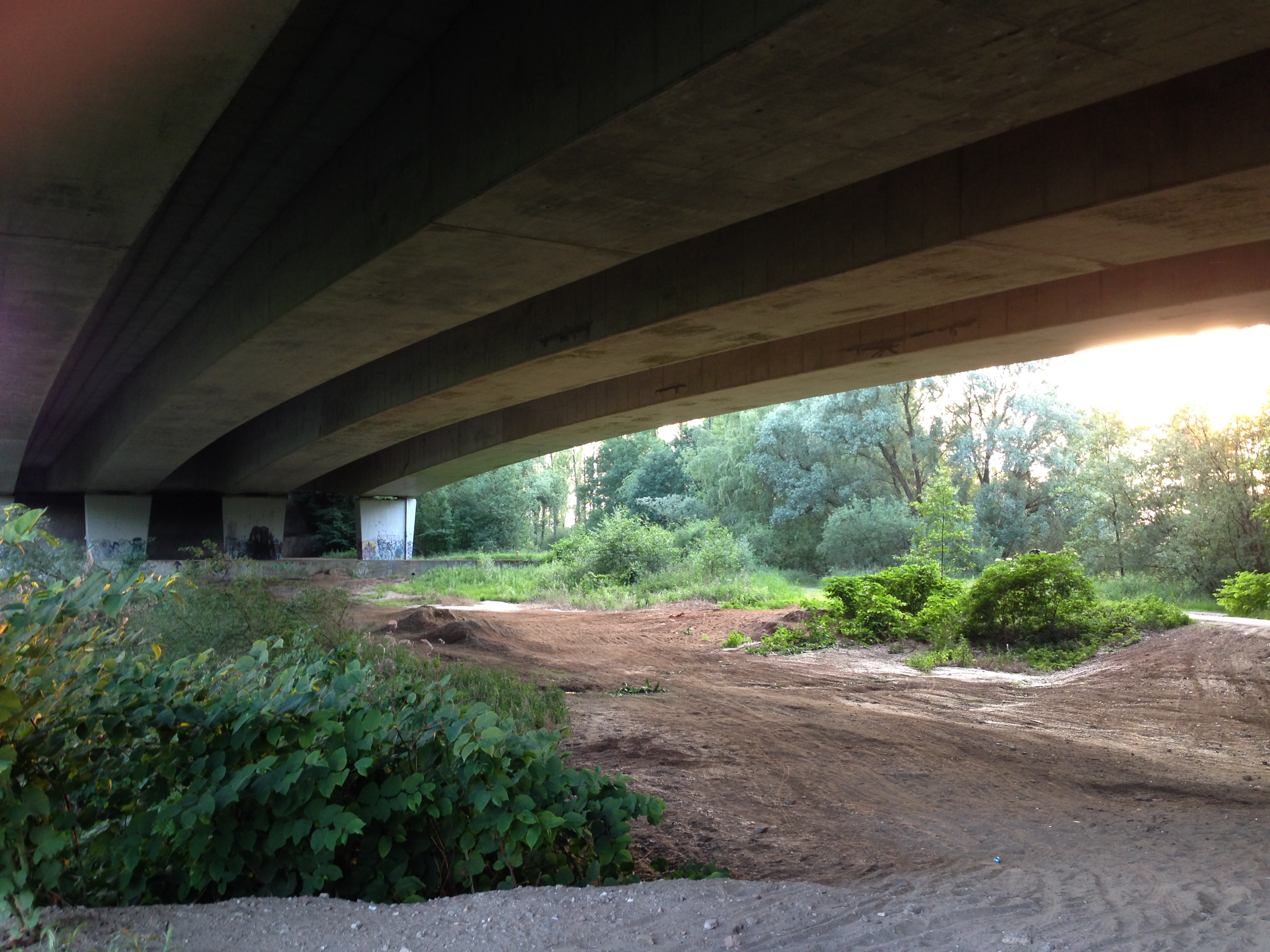
Viaduct A13 ter hoogte van afrit Oelegem over ongerealiseerd duwvaartkanaal Oelegem-Zandvliet